# بيواندي
بيواندي (بالهندية: भिवंडी) هي مدينة من مدن الهند. يبلغ عدد سكانها 1,125,898 نسمة حسب إحصائيات سنة 2011. يبلغ ارتفاع المدينة عن سطح البحر قرابة 24 متر.

## المناخ
يظهر الجدول التالي التغييرات المناخية على مدار السنة لبيواندي:
| البيانات المناخية لـبيواندي       | البيانات المناخية لـبيواندي | البيانات المناخية لـبيواندي | البيانات المناخية لـبيواندي | البيانات المناخية لـبيواندي | البيانات المناخية لـبيواندي | البيانات المناخية لـبيواندي | البيانات المناخية لـبيواندي | البيانات المناخية لـبيواندي | البيانات المناخية لـبيواندي | البيانات المناخية لـبيواندي | البيانات المناخية لـبيواندي | البيانات المناخية لـبيواندي | البيانات المناخية لـبيواندي |
| الشهر                             | يناير                       | فبراير                      | مارس                        | أبريل                       | مايو                        | يونيو                       | يوليو                       | أغسطس                       | سبتمبر                      | أكتوبر                      | نوفمبر                      | ديسمبر                      | المعدل السنوي               |
| --------------------------------- | --------------------------- | --------------------------- | --------------------------- | --------------------------- | --------------------------- | --------------------------- | --------------------------- | --------------------------- | --------------------------- | --------------------------- | --------------------------- | --------------------------- | --------------------------- |
| الدرجة القصوى °م (°ف)             | 34.4 (93.9)                 | 35.3 (95.5)                 | 37.6 (99.7)                 | 39.5 (103.1)                | 42.8 (109.0)                | 39.6 (103.3)                | 33.5 (92.3)                 | 33.2 (91.8)                 | 34.5 (94.1)                 | 37.6 (99.7)                 | 36.7 (98.1)                 | 34.5 (94.1)                 | 42.8 (109.0)                |
| متوسط درجة الحرارة الكبرى °م (°ف) | 29.2 (84.6)                 | 30.5 (86.9)                 | 32.4 (90.3)                 | 34.2 (93.6)                 | 34.4 (93.9)                 | 31.2 (88.2)                 | 29.1 (84.4)                 | 28.6 (83.5)                 | 29.4 (84.9)                 | 33.3 (91.9)                 | 32.4 (90.3)                 | 31.2 (88.2)                 | 31.3 (88.3)                 |
| متوسط درجة الحرارة الصغرى °م (°ف) | 15.1 (59.2)                 | 16.5 (61.7)                 | 19.5 (67.1)                 | 22.7 (72.9)                 | 25.2 (77.4)                 | 25.1 (77.2)                 | 24.2 (75.6)                 | 23.7 (74.7)                 | 22.8 (73.0)                 | 22.3 (72.1)                 | 19.4 (66.9)                 | 16.3 (61.3)                 | −1.1 (30.0)                 |
| أدنى درجة حرارة °م (°ف)           | 6.7 (44.1)                  | 8.3 (46.9)                  | 16.5 (61.7)                 | 18.6 (65.5)                 | 20.2 (68.4)                 | 21.1 (70.0)                 | 19.6 (67.3)                 | 18.9 (66.0)                 | 19.2 (66.6)                 | 18.6 (65.5)                 | 16.5 (61.7)                 | 12.4 (54.3)                 | 6.7 (44.1)                  |
| معدل هطول الأمطار مم (إنش)        | 3.6 (0.14)                  | 1.0 (0.04)                  | 1.3 (0.05)                  | 2.0 (0.08)                  | 21.3 (0.84)                 | 502.4 (19.78)               | 1٬015٫7 (39.99)             | 584.2 (23.00)               | 336.3 (13.24)               | 95.3 (3.75)                 | 12.9 (0.51)                 | 2.0 (0.08)                  | 2٬578 (101.5)               |
| متوسط الأيام الممطرة              | 0                           | 0                           | 0                           | 0                           | 1                           | 14                          | 31                          | 24                          | 15                          | 6                           | 1                           | 0                           | 92                          |
| ساعات سطوع الشمس الشهرية          | 269.4                       | 259.3                       | 272.9                       | 286.4                       | 295.6                       | 143.3                       | 73.2                        | 71.2                        | 157.5                       | 234.5                       | 245.6                       | 254.2                       | 2٬563٫1                     |
| المصدر: Government of Maharashtra |                             |                             |                             |                             |                             |                             |                             |                             |                             |                             |                             |                             |                             |